# گانباتار گانخویاگ
گانباتار گانخویاگ (به مغولی: Ганбаатарын Ганхуяг،  زادهٔ ۱۶ ژوئیهٔ ۱۹۹۶) یک کشتی‌گیر آزادکار اهل کشور مغولستان است.
از افتخارات وی می‌توان به کسب مدال برنز بازی‌های آسیایی ۲۰۲۲ اشاره کرد.